# John David Burnes
John David Burnes, född 26 april 1988, är en kanadensisk bågskytt. Han deltog vid olympiska sommarspelen 2008.